# كريس كوبلاند
كريس كوبلاند (بالإنجليزية: Chris Copeland)‏ مواليد 17 مارس 1984، هو لاعب كرة سلة أمريكي يلعب مع فريق إنديانا بايسرز في الرابطة الوطنية لكرة السلة ويحمل الرقم 22. يبلغ طوله 6 قدم 8 بوصة (2.0 م).

## فرق لعب لها
- نيويورك نيكس
- إنديانا بايسرز

## روابط خارجية
- كريس كوبلاند على موقع إن بي أي (الإنجليزية)
- كريس كوبلاند على موقع سبورتس رفرنس (الإنجليزية)
- كريس كوبلاند على موقع الدوري الإسباني لكرة السلة (الإسبانية)
- كريس كوبلاند على موقع كرة السلة الأوروبية.كوم (الإنجليزية)
- كريس كوبلاند على موقع إي إس بي إن.كوم (الإنجليزية)
- كريس كوبلاند على موقع كلية كرة السلة في سبورتس رفرنس.كوم (الإنجليزية)
- كريس كوبلاند على موقع ريلجم (الإنجليزية)
- كريس كوبلاند على موقع بروبوليرز (الإنجليزية)
- كريس كوبلاند على موقع سبورتس رفرنس (الإنجليزية)
- كريس كوبلاند على موقع سبورتس رفرنس (الإنجليزية)